# Вечният септември
Вечният септември (на английски: Eternal September) е жаргонен израз сред потребителите на Usenet, лансиран от Дейв Фишър (Dave Fischer). С него се означава периода от време, започващ през месец септември 1993 година и характеризиращ се с безспирния приток на нови потребители в Usenet (новаци, на английски: newbies), съпътстван от непрестанно снижаващи се стандарти на общуване и поведение както в Usenet така и в целия интернет.

## Контекст
Usenet е една от най-старите системи за общуване в компютърна мрежа, която продължава да се радва и до днес на широко разпространение. Началото ѝ е поставено през 1979 година и става достъпна през 1980 година в Университета на Северна Каролина, в Чейпъл Хил и в Университета Дюк. Това се случва повече от десетилетие преди интернет да се развие до степен да е публично достъпен за широката аудитория.
В университетите, където първоначално има достъп до Usenet, всяка година през месец септември постъпват голям брой нови студенти първокурсници, на които отнема известно време да се социализират и да свикнат със стандартите за поведение в мрежата и към нетикета. Обикновено за около месец тези нови потребители се научават да се държат и да общуват в съответствие с общоприетите правила. Така през всеки месец септември традиционно се наблюдава временен пик на разрушителни действия от страна на новодошли в мрежата потребители.
През 1993 година, онлайн услугата America Online започва да предлага достъп до Usenet на наброяващите вече десетки хиляди, а впоследствие и милиони, свои извънуниверситетски потребители. Много от старите потребители на Usenet (old-timers) намират, че новодошлите от AOL (AOLers) са дори още по-малко подготвени за прилагания в мрежата нетикет, отколкото първокурсниците в университета. Това е така отчасти защото AOL не полагат почти никакво усилие да възпитат потребителите си в духа на кодекса на поведение в Usenet или да ги уведомят, че новите за тях форуми не са просто поредната услуга, предлагана от AOL. В допълнение напливът на нови потребители към Usenet е много по-голям като мащаби и по-постоянен във времето. Докато при обичайния приток на новаци през септември, обстановката след известно време се нормализира, след 1993 година броят нови потребители става толкова голям, че заплашва да разруши устоите на Usenet-културата и способността на общността да им наложи съблюдаването на установените общностни норми.
След този момент, огромното нарастване на популярността на интернет води до постоянен прилив на нови потребители в Usenet. Така от гледна точка на потребителя на Usenet мрежата от преди 1993 година, септемврийският прилив на неориентирани новаци практически става безкраен. Изразът „Вечният септември“ за първи път е използван от потребителя Дейв Фишър на 26 януари 1994 година в съобщение до alt.folklore.computers:
| „ | Безсмислено е вече. Септември 1993 ще остане в историята на нета като безкрайния септември | “ |

Впоследствие, на 9 февруари 2005 година, от AOL преустановяват достъпа на потребителите си до новинарските групи на Usenet, както е обявено на 25 януари 2005 година. На 16 септември 2008 година от Comcast също преустановяват достъпа, който преди това са предлагали на клиентите си с високоскоростен интернет. Това кара някои коментатори да твърдят, че вероятно „Вечният септември“ най-сетне е приключил.